# مرحل وقاية رقمي

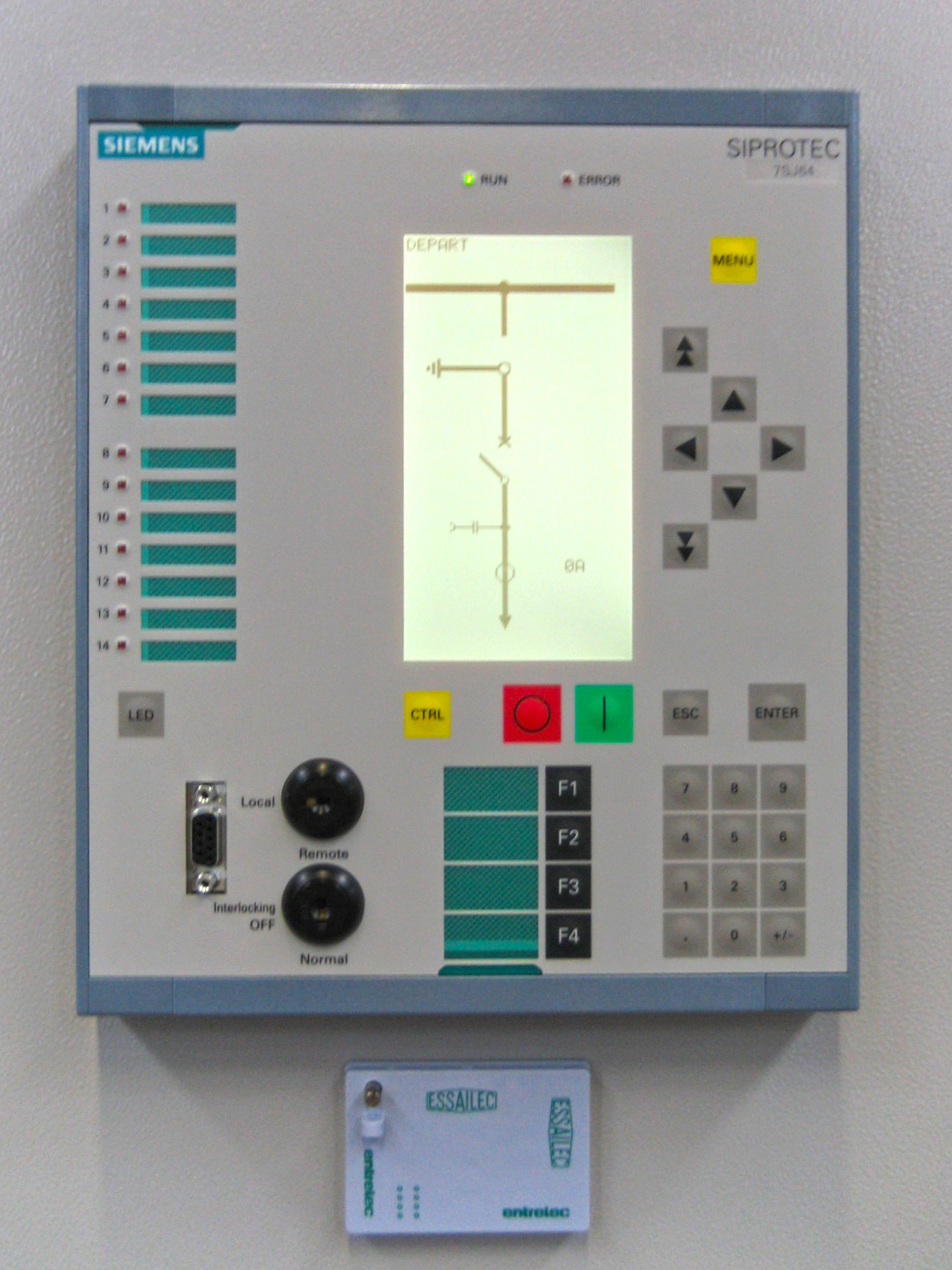

إن مرحل الوقاية الرقمي المستخدم في العمليات الصناعية أو أنظمة التحكم يستخدم متحكمًا دقيقًا مع البرامج القائمة على خوارزميات الحماية للكشف عن  الأخطاء الكهربائية أو العملية. ويطلق على هذه المرحلات أيضًا اسم مرحلات الوقاية من نوع المعالج الدقيق.

## الوصف والتعريف
إن مرحل الوقاية الرقمي أو المرحل الرقمي، هو مرحل وقاية يستخدم معالجًا دقيقًا لتحليل نظام الطاقة الفولتية أو التيارات أو الكميات الأخرى للعملية بغرض الكشف عن أخطاء في نظام العمليات الصناعية.
ويقوم هذا المرحل بتطبيق عمليات التحويل التناظري/الرقمي (التناظري إلى الرقمي) على الجهد أو التيارات أو الكميات الأخرى الواردة لرصدها. ومن ثم يحلل المُرحل حاصل ناتج المحول التشابهي الرقمي لتحديد ما إذا كان يلزم اتخاذ إجراءات في إطار الخوارزميات الوقائية. وكحد أدنى، فمن الممكن استخدام حجم الكمية الواردة، في الاستخدام الشائع لمفاهيم تحويل فورييه (جذر متوسط المربع وبعض أشكال الوسطية) في وظيفة المُرحل البسيط. ومن الممكن استخدام التحليل الأكثر تقدمًا لتحديد الزوايا والاختصاص والقوة التفاعلية والمقاومة والتشويه الموجي وغيرها من الكميات المعقدة للمرحلة.
لذا فإن المُرحل قادر على تطبيق المنطق المتقدم. وهو قادر على تحليل ما إذا كان ينبغي على المُرحل التجول أو الحد من التجول المعتمد على القيم الوسطية المحددة من المستخدم والمقارنة مقابل العديد من مهام المدخلات التشابهية ومدخلات اتصال المُرحل والتوقيت وترتيب تسلسل الأحداث. فالمنطق هو المستخدم القابل للتكوين ويمكن أن يتنوع من التغيير البسيط لمفاتيح لوحة الضبط الأمامية أو تحريك وصلات عبور اللّوحة الإلكترونية للوصول إلى القيمة الوسيطة الداخلية المحددة لموقع الويب عن طريق رابط الاتصال في جهاز حاسوب آخر على بُعد مئات الكيلومترات.
فغالبًا ما يكون للمرحلات الرقمية بعض أشكال تسجيل الأحداث. ومن الممكن أن يشتمل تسجيل الحدث على بعض الوسائل للمستخدم لمعرفة توقيت القرارات المنطقية الرئيسة وتغييرات (مدخلات / مخرجات) المُرحل وملاحظة الطريقة المتعلقة بتخطيط الذبذبة، على الأقل في العنصر الأساسي للقيم الوسطية التشابهية الواردة.
وربما يكون للمُرحل مجموعة واسعة من الإعدادات، تتجاوز ما يمكن إدخاله عن طريق أزرار وأقراص لوحة الضبط الأمامية ويجب نقل هذه الإعدادات للمُرحل من خلال وجهة الحاسوب الشخصي (الحاسوب الشخصي) ويمكن استخدام نفس هذه الواجهة للحاسوب الشخصي لجمع تقارير الحدث من المُرحل.
وتُقدم المرحلات الرقمية / العددية «شاشة الكريستال السائل» أو عرضها على المحطة من خلال الواجهة التسلسلية. ويستخدم هذا المُرحل لعرض قيم التيار / الجهد في الوقت الحقيقي وإعدادات المُرحل وما إلى ذلك. وسيتم قياس المرحلات الرقمية الأكثر تعقيدًا وكذلك منافذ بروتوكول الاتصال، التي تسمح للمُرحل ليكون عنصرًا في نظام سكادا. وربما تشتمل منافذ الاتصال على آر إس 232/ آر إس 485 أو الإيثرنت (النحاس أو الألياف البصرية). وربما تتضمن لغات الاتصال بروتوكولاتموداس أو بروتوكول شبكة التوزيع الثالث أو أي إي سي 61850.
وعلى العكس من ذلك، فيعمل المرحل الرقمي الكهروميكانيكي على تحويل الجهد والتيار إلى قوات مغناطيسية وكهربائية وعزم الدوران التي تضغط على التوترات البارزة في المُرحل. وتعتبر التواترات المتميزة وصنابير الاضطرابات الكهرومغناطيسية في المُرحل هي العمليات الأساسية التي يحددها المستخدم في هذا المُرحل. ففي حالة مُرحل الحالة الصلبة، يتم رصد أشكال موجة الجهد والتيار الواردة من قبل الإلكترونيات التناظرية، وليست المسجلة أو الرقمية. ويتم مقارنة القيم التناظرية للإعدادات التي قام بها المستخدم عن طريق مقاييس الجهد الانزلاقية في المُرحل وفي بعض الحالات والصنابير الموجودة في المحولات.
وفي بعض مرحلات الحالة الصلبة، يقوم المعالج الدقيق البسيط ببعض من المُرحل المنطقي، ولكن يكون المنطق ثابتًا وبسيطًا. فعلى سبيل المثال، ففي بعض الأوقات تكون مرحلات الحالة الصلبة للتيار الزائد ويتحول التيار المتردد الجيبي الوارد أولاً إلى قيمة التيار المتردد الجيبي ذات الإشارة الصغيرة ومن ثم يتم تغذية التيار المتردد الجيبي إلى المقوم وترشيح تلك التي تُحول التيار المتردد الجيبي إلى قيمة التيار الكهربائي غير المتغير المتناسبة مع شكل موجة التيار المتردد الجيبي. إضافة إلى استخدام المضخم العملياتي ودارة المقارن في توليد التيار الكهربائي غير المتغير الذي يبرز عند الوصول إلى نقطة التحول. ومن ثم يعمل المعالج الصغير البسيط نسبيًا على إبطاء سرعة تحويل التيار المتردد الجيبي من إشارة التيار الكهربائي غير المتغير ودمج النتائج لإنشاء منحنى الاستجابة للتيار الزائد في الوقت المناسب والتحول عندما يرتفع الاندماج أعلى من النقطة المحددة. ورغم ذلك فإن هذا المُرحل لديه معالج دقيق، إلا أنه يفتقر إلى خواص المرحلات الرقمية / العددية، ومن ثم فإن مصطلح «مُرحل المعالج الدقيق» هو مصطلح غير واضح.

## نُبذة تاريخية
وقد قُدم المرحل الرقمي / العددي في أوائل الثمانينيات من القرن العشرين مع آرافا وإشارات مجموعة أي بي بي والمختبرات الهندسية لشويتزر لإنتاج بعض من تقدمات السوق المبكرة في الساحة، لكن أصبحت الساحة مزدحمة اليوم بالعديد من المصنعين. وقد قرب استبدال المرحل الرقمي في خط النقل ومولد الحماية، بحلول منتصف التسعينيات من القرن العشرين بالحالة الصلبة والمُرحل الكهروميكانيكي في البناء الجديد. وفي تطبيقات التوزيع، تواصل الاستبدال من خلال المرحل الرقمي الأكثر بُطئًا قليلاً. فبينما الغالبية العظمى من المرحلات المغذية في التطبيقات اليومية الجديدة هي مرحلات رقمية، فلا يزال مُرحل الحالة الصلبة يرى بعض الاستخدامات التي تسمح ببساطة التطبيق للمرحلات البسيطة والتي تسمح بدورها بتجنب تعقيد المرحلات الرقمية.

## انظر ايضًا
- مرحل واق
- مرحل بوخلز
- هندسة الوقاية الكهربائية